# Ezafe
Ezafe (persiska: اضافه, ezāfe) är en konstruktion i persiska som används för att binda samman två ord. Det saknar direkt motsvarighet i svenskan.

## Etymologi
Termen är en persifiering av den arabiska termen iḍāfa (arabiska: إضافة), som betecknar ett slags genitivkonstruktion i arabiskan.

## Användning
Ezafe bildas genom att det obetonade suffixet -e fogas till det första ledet då två ord binds samman. Om detta slutar på en vokal blir suffixet istället -ye. Konstruktionen används i ett antal sammanhang, bland annat följande:
- För att tillskriva substantiv attributiva adjektiv:

sag ("hund"), bozorg ("stor") → sag-e bozorg ("stor hund")
- För att beteckna ägande:

xāne ("hus"), in mard ("denna mannen") → xāne-ye in mard ("denna mannens hus")
māšin ("bil"), man ("jag") → māšin-e man ("min bil")
- För att binda samman för- och efternamn. Namnet Mahmoud Ahmadinejad uttalas således ofta mahmud-e ahmadinežād.

Två sammanbundna ord kan betraktas som ett enda, varför det blir möjligt att använda sammansättningen som led i ytterligare en ezafe:
tup ("boll"), kuček ("liten"), sabz ("grön") → tup-e kuček-e sabz ("liten grön boll")
Följaktligen fogas suffixet -i, som markerar obestämdhet, till sammansättningen i dess helhet:
gorbe ("katt"), sefid ("vit") → gorbe-ye sefid-i ("en vit katt")
För mått och enheter används ezafe dock inte:
do ("två"), livān ("glas"), čāi ("te") → do livān čāi ("två glas te")
Ezafe förekommer i ett flertal persiska namn såsom Mazar-e Sharif och Koh-i-noor. Beroende på omständigheterna då namnet etablerades i svenskan skrivs suffixet -e, -i eller -i-.
I fornpersiskan var ezafe-suffixet ett självständigt relativt pronomen.

## Stavning
Ezafe-suffixet syns vanligtvis inte i text skriven med det persisk-arabiska alfabetet. Följande undantag gäller:
- Om första ledet slutar på någon av vokalerna -u, -ā eller -e fogas bokstaven ی i dess självständiga form till detta:

آبجو ābju → آبجوی ābju-ye
زیبا zibā → زیبای zibā-ye
بچه bačče → بچه‌ی bačče-ye
- I äldre texter ändras istället sista bokstaven till ۀ i fallet då den sista vokalen är -e:

بچه bačče → بچۀ bačče-ye
- Om tvetydighet måste undvikas kan harakat-tecken användas:

کتاب ketāb → ِکتاب ketāb-e
I kyrillisk skrift, som används till språkvarianten tadzjikiska, skrivs suffixet alltid ut.